# Mesodasys saddlebackensis
Mesodasys saddlebackensis is een buikharige uit de familie van de Cephalodasyidae. De wetenschappelijke naam van de soort werd voor het eerst geldig gepubliceerd in 2010 door Hummon.

## Voorkomen
De soort komt voor bij Saddleback Cay (Andros, Bahama's).